# Musée des Augustins de Fribourg-en-Brisgau
Pour l'ordre religieux, voir Augustins.
Le musée des Augustins de Fribourg-en-Brisgau (Augustinermuseum) est le musée principal de Fribourg-en-Brisgau dans le Bade-Wurtemberg. Il présente une large collection d'art religieux médiéval jusqu'au Baroque, ainsi que des peintures du XIXe siècle.
Ses collections du Rhin supérieur et celles du musée Unterlinden de Colmar sont complémentaires.
Le bâtiment, un ancien couvent des Augustins avec un cloître gothique a été modernisé par l'architecte Christoph Mäckler et rouvert le 23 mars 2010.

## Historique
Le musée des Augustins de Fribourg, ouvert en 1923 dans un ancien couvent, trouve son origine dans les collections municipales réunies à partir de 1861. Les travaux de modernisation et d'adaptation aux exigences du public se sont limités à un minimum dans les années 1920, le concept restant le même durant des décennies. La volonté d'améliorer la muséographie et d'agrandir les lieux n'a commencé qu'en 2002, après une décision du conseil municipal, propriétaire du musée. La première phase de travaux a enfin débuté en 2007 et s'est concrétisée avec la réouverture en mars 2010.

### Direction
- 1909–1922 : Max Wingenroth (de)
- 1922–1953 : Werner Noack
- 1953–1974 : Hermann Gombert
- 1974–1992 : Hans H. Hofstätter (de)
- 1993–2002 : Saskia Durian-Ress (de)
- 2002–2008 : (transitoire) Detlef Zinke (de)
- 2008-2022 : Tilmann von Stockhausen (de)
- 2022-2023 : (transistoire) Peter Kalchthaler (de)
- depuis 2023 : Jutta Götzmann (de)

## Collection
Dans la nef de l'ancienne église du couvent, se trouve la galerie des statues de la cathédrale, placées là pour les protéger des intempéries et de la pollution. On y trouve donc dix prophètes, quatre comtes de Fribourg le Couronnement de la Vierge, et des fausses gargouilles représentant cinq des sept péchés capitaux. Autour de ces sculptures, dans les couloirs latéraux, on peut trouver des œuvres religieuses médiévales et du début de la Renaissance classées dans un ordre chronologique au rez-de-chaussée et thématique dans les étages ; étages où l'on trouve également de nombreux vitraux. Ici sont des œuvres de Matthias Grünewald, Lucas Cranach l'Ancien, Martin Schaffner et Hans Baldung. On y découvre également un Christ des Rameaux (1350-1360) ou un Retable de la Passion du Maître du Livre de Raison (vers 1480).
Dans le chœur, se trouve un orgue baroque de la fabrique Welte ainsi que des œuvres baroques (notamment des reliquaires). Sous la charpente du bâtiment se trouve la collection de peintures du XIXe siècle. Le sous-sol est réservé pour les expositions temporaires.

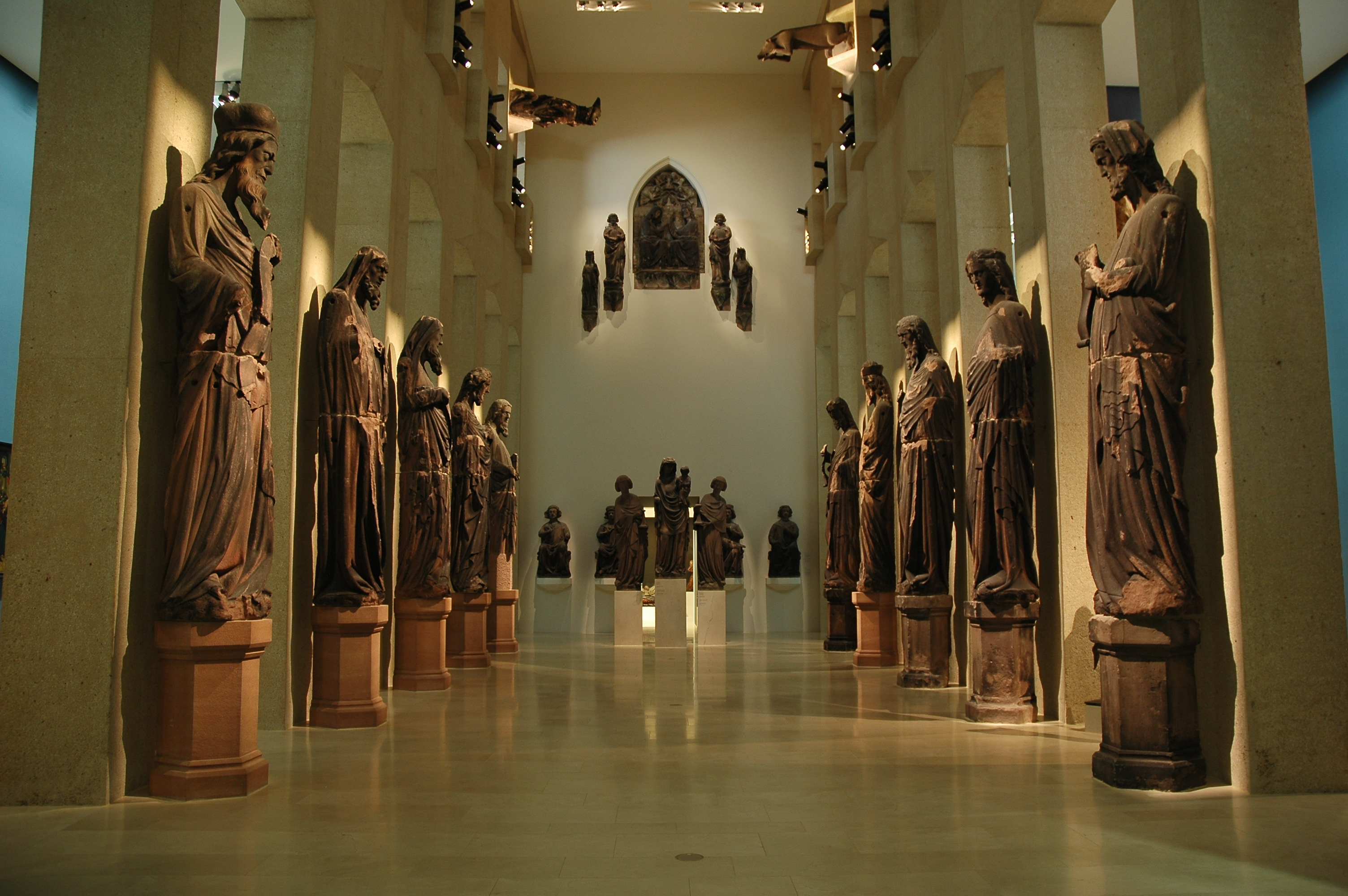
Galerie des prophètes de la cathédrale.
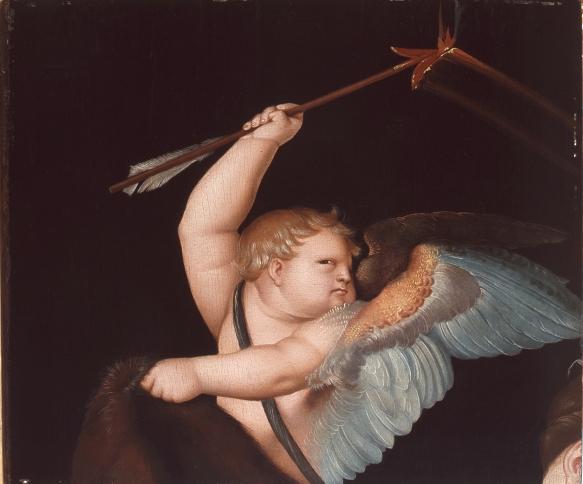
Hans Baldung Grien, Cupidon avec la flèche enflammée.
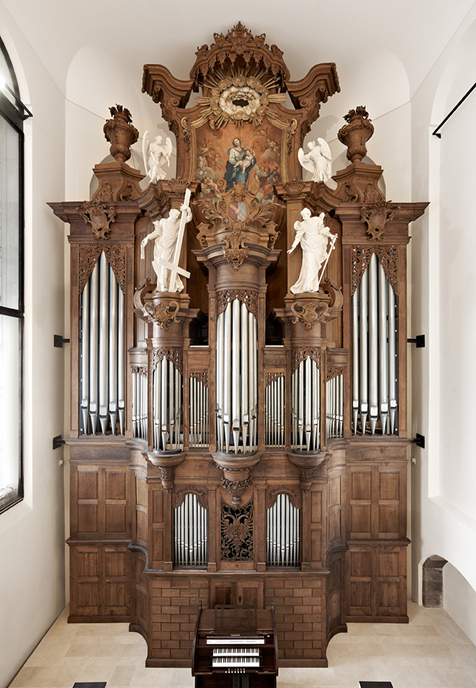
Orgue baroque (1732-1733).
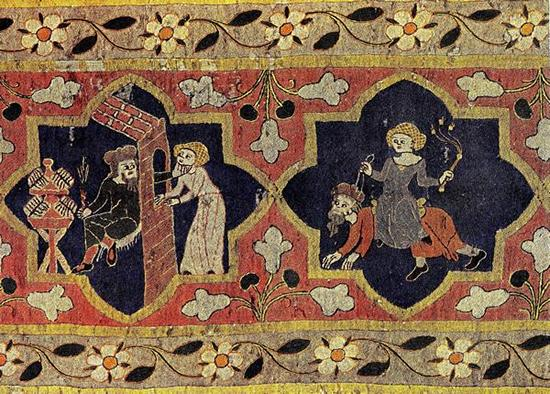
Tapisserie des Malterer (Les Ruses de la Femme, détail).

## Source
- (de) Cet article est partiellement ou en totalité issu de l’article de Wikipédia en allemand intitulé « Augustinermuseum » (voir la liste des auteurs).